# José Climent Pastor
José Climent Pastor (n. 1912) fue un político hispano-argentino.

## Biografía
Nació en Buenos Aires en 1912. Posteriormente se trasladaría a España, donde trabajaría como fotograbador. Se afilió al Partido Comunista de España (PCE).
Tras el estallido de la Guerra civil pasó a formar parte del comisariado político del Ejército Popular de la República, llegando a ejercer como comisario de la 46.ª Brigada Mixta y la 10.ª División. Al final de la guerra debió marchar al exilio, instalándose en la Unión Soviética. Allí desempeñaría diversos trabajos en Kriúkovo, Taskent y Crimea. Contrajo matrimonio con Mercedes Aguilar Reyes, trasladándose posteriormente a Argentina.